# Thienemannimyia tinctoria
Thienemannimyia tinctoria är en tvåvingeart som först beskrevs av Freeman 1955.  Thienemannimyia tinctoria ingår i släktet Thienemannimyia och familjen fjädermyggor. Inga underarter finns listade i Catalogue of Life.